# Erik Nilsson
Erik Nilsson (Limhamn, 1916. augusztus 6. – Höllviken, 1995. szeptember 9.), svéd válogatott labdarúgó.
A svéd válogatott tagjaként részt vett az 1938-as és az 1950-es világbajnokságon, illetve az 1948. évi nyári olimpiai játékokon és az 1952. évi nyári olimpiai játékokon.

## Sikerei, díjai

### Klub
- Malmö FF
  - Svéd első osztály bajnoka: 1943-44, 1948-49, 1949-50, 1950-51, 1952–53
  - Svéd kupa: 1944, 1946, 1947, 1951, 1953

### Válogatott
- Svédország
  - Olimpia bajnok: 1948

### Egyéni
- Guldbollen: 1950